# Touch and Go Records
Touch and Go Records é uma editora discográfica independente dos Estados Unidos da América. Foi fundada em 1981 por Tesco Vee, Dave Stimson e Corey Rusk.

## Lista de bandas
- Arcwelder
- Big Black
- Black Heart Procession
- Blonde Redhead
- Brick Layer Cake
- Bad Livers
- Butthole Surfers
- Calexico
- CocoRosie
- Didjits
- Dirty Three
- Don Caballero
- Enon
- The Ex
- The For Carnation
- Girls Against Boys
- The Jesus Lizard
- Killdozer
- Laughing Hyenas
- Lee Harvey Oswald Band
- Man or Astroman?
- Mekons
- Naked Raygun
- The New Year
- Nina Nastasia
- P.W. Long
- Pinback
- Polvo
- Quasi
- Rachel's
- Rapeman
- Scratch Acid
- Shellac
- Silkworm
- Slint
- Tar
- Tara Jane ONeil
- TV on the Radio
- Urge Overkill
- Uzeda